# Isortoq
Isortoq, Isertoq – osada na Grenlandii, w gminie Sermersooq. Została założona w roku 1942. Jej nazwa w języku polskim znaczy „morze we mgle”. W Isortoq znajduje się heliport będący środkiem komunikacji z innymi miejscowościami na Grenlandii (stan na listopad 2007). W roku 2014 Isortoq zamieszkiwały 64 osoby.

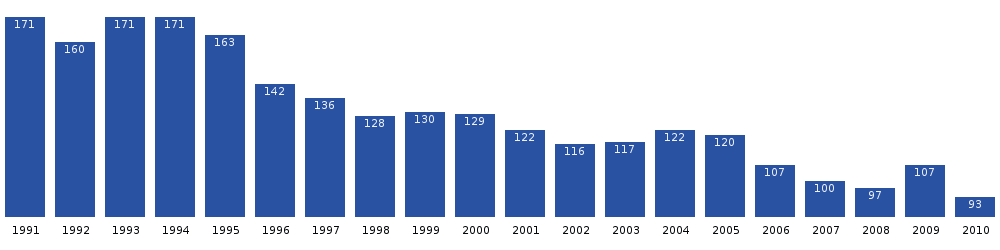
Populacja Isortoq w latach 1991-2010